# Acontista amazonica
Acontista amazonica är en bönsyrseart som beskrevs av Max Beier 1929. Acontista amazonica ingår i släktet Acontista och familjen Acanthopidae. Inga underarter finns listade i Catalogue of Life.